# Don Burgess (Radsportler)
Donald Christopher „Don“ Burgess  (* 8. Februar 1933 in Hendon) ist ein ehemaliger britischer Radrennfahrer.
Don Burgess startete zweimal bei Olympischen Sommerspielen in der Mannschaftsverfolgung. 1952 errang er gemeinsam mit Ronald Stretton, Alan Newton und George Newberry die Bronzemedaille in der Mannschaftsverfolgung. Vier Jahre später, bei den Spielen in Melbourne, wurde er mit dem britischen Team (Mike Gambrill, Tom Simpson und John Geddes) erneut Dritter in der Mannschaftsverfolgung. Damit errang das britische Team zum sechsten Mal hintereinander bei Olympischen Spielen in der Mannschaftsverfolgung die Bronzemedaille. 1952 bestritt er mit fünf weiteren britischen Bahnfahrern in Vorbereitung auf die olympischen Wettkämpfe eine Wettkampfreise durch Südafrika. Die britischen Fahrer unterlagen überraschend in beiden ausgetragenen Länderkämpfen in Johannesburg und in Paarl gegen die südafrikanische Nationalmannschaft, gewannen aber eine Reihe einzelner Bahnwettbewerbe.
1959 startete Burgess mit Peter Brotherton beim Sechstagerennen in Melbourne und belegte Platz drei.